# Yutong U10
De Yutong U10 is een elektrisch aangedreven bustype van het Chinese concern Yutong.

## Inzet
Anno 2025 wordt de Yutong U10 voornamelijk ingezet in China. Enkele exemplaren rijden rond in o.a. Italië en Oostenrijk.
| Bedrijf           | Aantal | Status    | Series    | Inzet                 | Opmerkingen | Afbeelding |
| Italië            | Italië | Italië    | Italië    | Italië                | Italië      | Italië     |
| ----------------- | ------ | --------- | --------- | --------------------- | ----------- | ---------- |
| TUA               | 1      | In dienst | 9012      | Chieti                |             |            |
| Oostenrijk        |        |           |           |                       |             |            |
| N-Bus             | 6?     | In dienst | 1 - 7     | Stadsdienst Amstetten |             |            |
| Noorwegen         |        |           |           |                       |             |            |
| Firda Billag Buss | 3      | In dienst | 300 - 302 | Nordfjord             | LE, Skyss   |            |

## Verglijkbare modellen
- Yutong U11DD; 11m dubbeldekker uitvoering
- Yutong U12; 12m uitvoering
- Yutong U12DD; 12m dubbeldekker uitvoering
- Yutong U13; 13m uitvoering
- Yutong U15; 15m uitvoering
- Yutong U18; 18m uitvoering